# TETRA-FANG
TETRA-FANG（テトラ・ファング）は、テレビ朝日系列特撮テレビドラマ『仮面ライダーキバ』から誕生した、日本の期間限定男性4人組ロックバンド。2008年結成。所属レコード会社はエイベックス・エンタテインメントで、レーベルはavex mode。2009年解散。
TETRA-FANGの楽曲及び『仮面ライダーキバ』に関連した別ユニット・キャラクターの楽曲も本項で扱う。

## 概要
2008年1月放送開始のテレビ朝日系特撮テレビドラマ『仮面ライダーキバ』の挿入テーマソング、ED曲を歌うために結成された期間限定ロックバンド。名前は「4つの牙」を意味し、4人のメンバーと『キバ』の名をかけている。『キバ』で主役の紅渡を演じる瀬戸康史が「KOJI」名義でヴォーカルを担当。
前作『仮面ライダー電王』で行われたキャラクター別のヴォーカルテーマソング作成（Double-Action参照）の手法を引き継ぎ、かつ同じことではなく新しい手法」をコンセプトに生まれた企画であり、本作でも各仮面ライダーやフォームごとに固有のテーマソングが用意される。ただし、「キャラクターが歌う」をコンセプトに各キャラクターの俳優・声優がヴォーカルを務めた『電王』と異なり、『キバ』では全てのテーマソングをTETRA-FANGが担当し、ヴォーカルも基本的に全てKOJIである。また、Double-Actionは各バージョンが曲調と歌詞の一部を変えたものであるのに対し、こちらは各テーマソングが独立した内容となっている。KOJIは「紅渡」でも「瀬戸康史」でもなく、あくまでも「TETRA-FANGのヴォーカリスト・KOJI」という位置づけになっている。
『キバ』劇中では、登場キャラクターの一人、襟立健吾が結成しているバンド「イケメンズ」が、イケメンズの楽曲としてTETRA-FANGの楽曲を演奏するシーンもある。
2009年1月のFINAL TOURをもって解散した。

## メンバー
- Koji - ボーカル
- Shuhei - キーボード
- AYANO - ギター
- Toshiyanof 3rd - ベース

### サポートメンバー
- TETSUJI - ドラム（「MASKED RIDER KIVA-LIVE&SHOW@Zepp Tokyo」公演時）

## ライブ・イベント
MASKED RIDER KIVA-LIVE&SHOW@Zepp Tokyo
2008年8月7日 Zepp Tokyoにて開催。全10曲を歌唱。
MASKED RIDER KIVA X’mas LIVE & SHOW -HOLY FANG PARTY
2008年12月25日 東京国際フォーラムにて開催。全17曲を歌唱。
MASKED RIDER KIVA TETRA-FANG FINAL TOUR
2009年1月16日 SHIBUYA-AXにて東京公演開催。全15曲を歌唱。
2009年1月20日 大阪BIG CATにて大阪公演開催。全15曲を歌唱。この公演をもって解散。

## 作品

### シングル
|     | 発売日         | タイトル          | 規格   | 規格品番     | オリコン | 初収録アルバム |
| --- | -------------- | ----------------- | ------ | ------------ | -------- | -------------- |
| 1st | 2008年4月23日  | Destiny's Play    | CD+DVD | AVCA-26796/B | 24位     | DESTINY        |
| 1st | 2008年4月23日  | Destiny's Play    | CD     | AVCA-26797   | 24位     | DESTINY        |
| 2nd | 2008年6月25日  | Individual-System | CD+DVD | AVCA-26838/B | 42位     | DESTINY        |
| 2nd | 2008年6月25日  | Individual-System | CD     | AVCA-26839   | 42位     | DESTINY        |
| 3rd | 2008年11月12日 | Roots of the King | CD+DVD | AVCA-26078/B | 34位     | DESTINY        |
| 3rd | 2008年11月12日 | Roots of the King | CD     | AVCA-26079   | 34位     | DESTINY        |

### ミニアルバム
|     | 発売日       | タイトル  | 規格   | 規格品番     | オリコン |
| --- | ------------ | --------- | ------ | ------------ | -------- |
| 1st | 2008年8月6日 | SUPERNOVA | CD+DVD | AVCA-26890/B | 41位     |
| 1st | 2008年8月6日 | SUPERNOVA | CD     | AVCA-26891   | 41位     |

### オリジナルアルバム
|     | 発売日        | タイトル | 規格   | 規格品番     | オリコン |
| --- | ------------- | -------- | ------ | ------------ | -------- |
| 1st | 2008年12月3日 | DESTINY  | CD+DVD | AVCA-29084/B | 66位     |
| 1st | 2008年12月3日 | DESTINY  | CD     | AVCA-29085   | 66位     |

### キャラクターソング
Destiny's Play イケメンズVer.
作詞：藤林聖子 / 作曲：NKMD / 編曲：鳴瀬シュウヘイ / 歌：イケメンズ feat.襟立健吾（熊井幸平）
2008年6月25日発売のオリジナルサウンドトラック1に収録。劇中バンド「イケメンズ」が歌ったバージョン。
Fight For Justice 〜Individual-System NAGO Ver.〜
作詞：藤林聖子 / 作曲・編曲：鳴瀬シュウヘイ / 歌：名護啓介（加藤慶祐）
2008年7月30日発売。『Individual-System』の歌詞・アレンジをイクサに変身する名護啓介自身をテーマにしたものに変更し、名護を演じる加藤慶祐が歌うヴァージョン。2曲目の「名護啓介セリフVer.story Fist」は『キバ』劇中のセリフが、3曲目の「justice Fist」はCDオリジナルのセリフがそれぞれ挿入されている。
1. Fight For Justice
2. Fight For Justice (名護啓介セリフVer. story Fist)
3. Fight For Justice (名護啓介セリフVer. justice Fist)
4. Fight For Justice (Instrumental)

Inherited-System / Masked Rider IXA（素晴らしき青空の会）
2008年12月3日発売。アルバム「DESTINY」と同日発売。劇中で仮面ライダーイクサに変身していた人物によるイクサトリビュート・キャラクターソングアルバム。オリジナルサウンドトラックに収録していたDestiny's Play イケメンズVerも収録している。
1. Fight for Justice / 歌：名護啓介（加藤慶祐）
2. This love never ends
作詞：藤林聖子 / 作曲：NAOKI MAEDA / 編曲：ryo / 歌：紅音也（武田航平）
  - CD-BOXライナーノーツによればテーマはイクサ版Supernova。

3. Feel the same
作詞：藤林聖子 / 作曲・編曲：鳴瀬シュウヘイ / 歌：麻生ゆり（高橋優）・麻生恵（柳沢なな）
  - CD-BOXライナーノーツによればデュエットで歌うアイデアは高橋優・柳沢ななからの希望だったという。

4. Keep alive
作詞：藤林聖子 / 作曲・編曲：ryo / 歌：次狼（松田賢二）
5. Don't lose yourself
作詞：藤林聖子 / 作曲・編曲：鳴瀬シュウヘイ / 歌：名護啓介（加藤慶祐）
6. Individual-System / 歌：TETRA-FANG
7. Destiny's Play / 歌：イケメンズ feat.襟立健吾（熊井幸平）
8. Inherited-System
作詞：藤林聖子 / 作曲：NAOKI MAEDA / 編曲：ryo / 歌：素晴らしき青空の会［麻生ゆり（高橋優）、紅音也（武田航平）、麻生恵（柳沢なな）、名護啓介（加藤慶祐）］
9. Don't lose yourself 名護爆現 fist.1 / 歌：名護啓介（加藤慶祐）
10. Don't lose yourself 名護爆現 fist.2 / 歌：名護啓介（加藤慶祐）
11. Ixa-cise
作詞：彩木エリ / 作曲・編曲：鳴瀬シュウヘイ / 歌：名護啓介（加藤慶祐）

### CD-BOX・カバーアルバム
MASKED RIDER KIVA COMPLETE CD-BOX
2009年1月21日発売。MV集DVD1枚含む全10枚組のCD-BOX。ライナーノーツ付き。従来のCD-BOXと異なりInstrumentalは収録されていない。
1. DISC1「Break」
  - 「Break the Chain」とアレンジをまとめたDISC。

2. DISC2「Destiny」
  - TETRA-FANGの楽曲をまとめたDISC。

3. DISC3「Fang」
  - TETRA-FANGの楽曲をまとめたDISCその2。

4. DISC4「Sky」
  - 素晴らしき青空の会の楽曲をまとめたDISC。

5. DISC5「Spiral」
  - 劇場版及びキバラジの楽曲をまとめたDISC。劇中歌「Bite their Soul」初収録。

6. DISC6「Battle」
  - サウンドトラックDISC。

7. DISC7「Maze」
  - サウンドトラックDISCその2。

8. DISC8「Life」
  - サウンドトラックDISCその3。

9. DISC9「Love」
  - サウンドトラックDISCその4。

Masked Rider Kiva Re-Union / Masked Rider Kiva
2009年6月24日発売。放送終了後に発売したカバーソングアルバム。「IXA-cise Body rhythm Edit」を除き全て新規収録となる。
1. Destiny's Play Re-Union / 歌：TETRA-FANG
2. Supernova Love Edit. / 歌：Otoya Kurenai（武田航平） with TETRA-FANG
3. This love never ends Relation Edit. / 歌：Wataru Kurenai（瀬戸康史）
  - 本アルバムの裏ジャケットにはEmperor Edit.と表記されている。

4. Roots of King Acoustic Edit. / 歌：Wataru Kurenai（瀬戸康史）・Taiga Nobori（山本匠馬）
  - MASKED RIDER KIVA TETRA-FANG FINAL TOUR東京公演及び仮面ライダーキバ　ファイナルステージでCD収録が決定する以前から披露されていた。

5. IXA-cise Body rhythm Edit. / 歌：Keisuke Nago（加藤慶祐）
6. Rainy Rose Queen Edit. / 歌：Queen MAYA（加賀美早紀）
7. キバって！デート / 歌：Kivat-bat the 3rd（杉田智和）
8. キバって！げつようび / 歌：Kivat-bat the 3rd（杉田智和）
9. Beginning 〜Message3 / 歌：Wataru Kurenai（瀬戸康史）・Otoya Kurenai（武田航平）

## Crimson-FANG
Crimson-FANG（クリムゾンファング）は、『劇場版 仮面ライダーキバ 魔界城の王』の主題歌を歌うために結成された限定ユニット。ヴォーカルは相川七瀬が担当。「Crimson-FANG」は「紅ノ牙」の意味で、『キバ』に登場する紅渡と紅音也の親子を指す。

### メンバー
- 相川七瀬 - ヴォーカル
- マーティ・フリードマン - リードギター
- 『仮面ライダーキバ』出演者一同 - コーラス

### ディスコグラフィー
Circle of Life 1986Ver.
2008年8月6日発売。『劇場版 仮面ライダーキバ 魔界城の王』主題歌シングル。カップリング曲の異なる「1986Ver.」と「2008Ver.」の2種類が同時発売され、この「1986Ver.」ではカップリング曲（「With me」）のヴォーカルを武田航平（紅音也役）が担当。
1. Circle of Life
作詞：藤林聖子 / 作曲:斉藤恒芳,鳴瀬シュウヘイ　/　編曲：鳴瀬シュウヘイ / 歌：Crimson-FANG
2. Circle of Life Violin Re-Connection Ver.
作詞：藤林聖子 / 作曲:斉藤恒芳,鳴瀬シュウヘイ　/　編曲：鳴瀬シュウヘイ / 歌：Crimson-FANG
3. With me
作詞：藤林聖子 / 作曲:斉藤恒芳,鳴瀬シュウヘイ　/　編曲：増田武史 / 歌：Crimson-FANG feat.紅音也（武田航平）
4. Circle of Life（Instrumental）
5. With me（Instrumental）

Circle of Life 2008Ver.
2008年8月6日発売。カップリング曲（「With you」）は瀬戸康史が歌うが、TETRA-FANG（KOJI）名義は使っていない。それ以外の収録曲は1986Ver.と同一。
1. Circle of Life
2. Circle of Life Violin Re-Connection Ver.
3. With you
作詞：藤林聖子 / 作曲:斉藤恒芳,鳴瀬シュウヘイ　/　編曲：鳴瀬シュウヘイ / 歌：Crimson-FANG feat.紅渡（瀬戸康史）
4. Circle of Life（Instrumental）
5. With you（Instrumental）